# Novi Grad (Bośnia i Hercegowina)
Novi Grad (cyr. Нови Град, dawniej Bosanski Novi) – miasto w Bośni i Hercegowinie, w Republice Serbskiej, siedziba gminy Novi Grad. W 2013 roku liczyło 9415 mieszkańców.